# Дальневосточный революционный комитет
Дальневосточный революционный комитет (Дальревком)  — высший чрезвычайный орган власти РСФСР на территории Дальнего Востока России (Дальневосточная область) в 1922 — 1926 годах.

## Создание
Дальревком был избран Народным собранием Дальневосточной республики 14 ноября и утверждён Постановлением Президиума ВЦИК РСФСР от 15 ноября 1922 года в соответствии с решениями ЦК РКП(б) и Инструкцией о правах и обязанностях Советов от 1918 года. Необходимость создания этого чрезвычайного органа советской власти была вызвана упразднением Дальневосточной республики и присоединением её территории к РСФСР.

## Функции
21 ноября 1922 года Дальревком на одном из своих первых заседаний утвердил проект Положения о Дальревкоме, на основании которого 25 июля 1923 года было принято Постановление ВЦИК и СНК РСФСР «О Дальневосточном революционном комитете». В нём говорилось, что в своей деятельности Дальревком подчиняется Всероссийскому Центральному Исполнительному Комитету и Совету Народных Комиссаров РСФСР. Дальревком действовал в тесном взаимодействии с высшим партийным органом на территории Дальневосточной области — Дальбюро ЦК РКП(б), секретарь которого Николай Кубяк входил в состав комитета. Основными задачами Дальревкома (как и других ревкомов на территории РСФСР) были укрепление государственной власти, проведение в жизнь государственной политики, а также подготовка и проведение выборов в Советы, к которым в будущем должна была перейти власть на территории Дальневосточной области. Особой задачей Дальревкома была унификация действующего демократического законодательства бывшей Дальневосточной Республики с законами РСФСР. Постановление ВЦИК и СНК РСФСР от 25 июля 1923 года так определяло задачи, возложенные на Дальревком:
1. Принятие всех необходимых мер для поддержания революционного порядка на Дальнем Востоке.
2. Разрешение вопросов текущей правительственной деятельности на Дальнем Востоке в соответствии с общегосударственными хозяйственными планами и заседаниями, постановлениями и распоряжениями ВЦИК, СНК, СТО, а также указаниями отдельных народных комиссариатов РСФСР и СССР по предметам их ведения.
3. Объединение деятельности и руководство всеми государственными органами как административными, так и хозяйственными на территории Дальнего Востока.

## Структура Дальревкома

### Отделы
В структуре Дальревкома существовало 10 отделов:
- 1.Дальпромбюро;
- 2.Юстиции — заведующий И. А. Гвоздев;
- 3.НОН — заведующий М. П. Малышев;
- 4.Отдел управления — заведующий В. Е. Яковенко-Ходкевич;
- 5.Здравоохранения — заведующий Кореневский;
- 6.Финансов — заведующий Б. А. Косминский;
- 7.Транспорта (30 ноября преобразован в Дальневосточный округ путей сообщения) — заведующий А. Ф. Милеев;
- 8.Связи — заведующий И. М. Синьков;
- 9.Труда — заведующий М. И. Шуликов;
- 10.Рабоче-крестьянской инспекции — заведующий П. Д. Михайлов.

На правах отдела в структуру Дальревкома входил аппарат Уполномоченного ГПУ при НКВД РСФСР (затем ОГПУ), первоначально возглавлявшийся Л. М. Бельским. Должность секретаря Дальревкома, одновременно являвшегося и управляющим делами ДРК занимал А. Г. Степанов-Бродский.
Унаследованные от ДВР внешнеполитические связи с Китаем, Японией, Кореей и другими странами находились под контролем приданного Дальревкому на основании постановлений ВЦИК Уполномоченного Народного комиссариата по иностранным делам по Дальневосточной области. Высший кассационный суд ДВР был реорганизован в Высший кассационный суд Дальнего Востока во главе с Е. М. Матвеевым, как верховное отделение Верховного трибунала ВЦИК. В декабре 1922 года Центральное статистическое управление было преобразовано в Дальневосточное статбюро во главе с Г. Я. Лебедевым.

### Дальпромбюро
Для общего управления народным хозяйством Дальнего Востока 15 ноября 1922 года на базе Министерства народного хозяйства ДВР было создано Дальневосточное промышленное бюро (Дальпромбюро), которое возглавил С. Ф. Суховий. Структура Дальпромбюро была выстроена в соответствии с принятым в тот же день Президиумом ВСНХ «Положением об основных органах ВСНХ». Оно обладало статусом одного из отделов Дальревкома, председатель Дальпромбюро являлся Уполномоченным ВСНХ по Дальневосточной области и утверждался Советом труда и обороны РСФСР. Дальпромбюро контролировало работу добывающей промышленности Дальнего Востока и частный сектор, составляло бюджеты предприятий и контролировало их отчётность, вело учёт материальных ресурсов, проводило мероприятия по интеграции экономики области в экономику РСФСР. В его ведении находились крупные тресты Дальлес, Дальторг и Дальспирт.

### Дальэкосо
Кроме Дальпромбюро при Дальревкоме действовало также созданное 4 декабря 1922 года на базе Областного экономического совета Дальневосточное экономическое совещание (Дальэкосо) — исполнительный орган Совета труда и обороны. Председателем Дальэкосо, решавшего непосредственно финансово-экономические и хозяйственные вопросы, по должности был председатель Дальревкома, в его состав входили представители ВСНХ, Народного комиссариата финансов, Наркомата труда, НКПС, Наркомата земледелия, Рабкрина, Дальбюро ЦК РКП(б), ВЦСПС и пр.

### Комиссии Дальэкосо
- Дальневосточная плановая комиссия (Дальплан) — образована в апреле 1923 года[10]. Имела в подчинении губернские плановые комиссии и подразделялась на финансово-экономическую, сельскохозяйственную, торгово-промышленную секции, секции экономики и труда, путей и средств сообщения[11].
- Арбитражная комиссия — создана 15 января 1923 года постановлением Дальэкосо и утверждена Постановлением Совета Труда и Обороны от 14 апреля 1923 года. Разрешала имущественные споры между государственными учреждениями, предприятиями как государственного, так и частного сектора. Председатель — юрисконсульт Дальревкома И. А. Гвоздев;
- Дальневосточная концессионная комиссия (Дальконцесском) — создана 17 марта 1923 года. Контролировала заключение и исполнение концессионных договоров с зарубежными экономическими партнёрами. Одной из функций комиссии была охрана природных ресурсов, предотвращение бесконтрольной вырубки лесов, вылова рыбы, отстрела ценных пушных пород зверя и пр. Председателем Дальконцесскома по должности был председатель Дальревкома, членами — представитель Дальбюро ВЦСПС М. Брискин, уполномоченный ОГПУ А. Альпов и представитель Дальпромбюро Н. Стариков.

## Деятельность Дальревкома

### Реорганизация системы управления
16 ноября 1922 года Дальревкомом были утверждены план его работы и система реорганизации аппарата ДВР. Была поставлена задача «сравнить действующую структуру учреждений ДВР с организационными формами РСФСР и путём соответствующих переименований, ликвидаций и переформирований осуществить во всем объеме советизацию государственного аппарата ДВР» и за три дня, до 18 ноября 1922 года был полностью упразднён. правительственный аппарат Дальневосточной Республики. 17 ноября Управление народной милиции ДВР было реорганизовано в Управление рабоче-крестьянской милиции Дальнего Востока, которое возглавил Е. В. Лебедев. 25 ноября Дальревком принял специальное решение о запрещении отделам увеличивать свои штаты. 30 ноября 1922 года согласно Постановлению Коллегии Наркомата путей сообщения РСФСР бывшие министерство транспорта ДВР и отдел транспорта Дальревкома были реорганизованы в Дальневосточный округ путей сообщения.
Дальревком продолжил начатый ещё в период существования ДВР процесс приведения системы административно-территориального деления и управления Дальнего Востока к принципам, применявшимся в РСФСР. Ещё до 16 ноября были преобразованы в губернии Амурская, Приморская, Прибайкальская и Забайкальская области ДВР, а власть в них перешла от областных управлений к губревкомам. 16 ноября 1922 года Дальревком своим решением образовал Приамурскую губернию, 17 декабря губернией стала и Камчатская область. 5 декабря 1922 года ДРК утвердил временную структуру губернских революционных комитетов, которые должны были иметь в своей структуре:
- 1.Секретариат;
- 2.Отдел управления;
- 3.Губернский финансовый отдел;
- 4.Губернский отдел рабоче-крестьянской инспекции;
- 5.Земельный отдел;
- 6.Губернский отдел народного образования;
- 7.Коммунальный отдел;
- 8.Губернская прокуратура;
- 9.Губернское статистическое бюро;
- 10.Губернские промбюро (в Приморской области был создан Губсовнархоз);
- 11.губернская инспекция труда и биржа труда;
- 12.Губсвязь (в Благовещенске, Хабаровске и Владивостоке — до создания почтово-телеграфных округов);
- 13. Губернский военкомат;
- 14. Губернский отдел ГПУ.

Власть на местах передавалась от управлений и собраний уполномоченных к уездным и областным ревкомам и их коммунальным отделам. 12 декабря 1922 года Дальревком издал постановление, в котором давал указание приступить к организации на местах сельских и городских Советов рабочих, крестьянских и красноармейских депутатов. Процесс должен был начаться с 1 января 1923 года в Приморской губернии, в остальных губерниях сроки проведения волостных, уездных и губернских съездов Советов должны были определяться последующими решениями ДРК.

### Унификация законодательства на Дальнем Востоке
Постановлением Дальревкома № 1 от 15 ноября 1922 года с 14 ноября 1922 года ввиду отмены Основного Закона ДВР на территории Дальнего Востока была ведена Конституция РСФСР. Но, несмотря на упразднение Дальневосточной республики её законодательство продолжало действовать и заменялось законодательством РСФСР постепенно.
2 декабря 1922 года Дальревком утвердил временную инструкцию о порядке пользования паспортами, которая сохраняла действие паспортов Дальневосточной республики на срок выдачи, после чего их владельцы обязаны были получить паспорта РСФСР. 6 декабря был введён в действие декрет СНК РСФСР «Положение о ВУЗах», а 8 декабря 1922 года ввели в действие целый пакет законодательных актов: декрет СНК РСФСР от 30 января 1922 года «О кассовых операциях госкредита…» и декрет СНК РСФСР от 22 мая 1922 года «О кассовых операциях госпредприятий учреждений в местностях, где не имеется учреждение Госбанка». В тот же день был введён в действие и декрет ВЦИК от 1918 года «О приобретении прав всероссийского гражданства» и одновременно было прекращено действие законов и нормативных актов о гражданстве Дальневосточной республики. Было отменено также и законодательство ДВР «О гражданском состоянии лиц, актах, его удостоверяющих в семейном и брачном праве», которое заменили соответствующие законодательные акты РСФСР. Областные регистрационные комиссии были преобразованы в губернские подотделы, а волостные камеры в волостные столы ЗАГС. Также вступили в действие Декрет СНК РСФСР о приписке морских судов к порту и внесении в судовой реестр и Постановление НКВД РСФСР «Инструкция о порядке похорон умерших граждан и пользовании кладбищами». 12 декабря Дальревком ввёл в действие Положение об адвокатской конторе, 15 декабря были введены в действие декреты СНК РСФСР «О запрещении вывоза за границу предметов искусства и старины», Постановление ВЦИК от 10 августа 1922 года «Об административной высылке» и от 16 октября 1922 года «О расширении прав ГПУ».
Постановлением от 17 февраля 1923 года Дальревком ввёл в действие на территории ДВО декрет СНК РСФСР от 19 ноября 1920 года «О конфискации всего движимого имущества граждан, бежавших за пределы республики и скрывающихся до настоящего времени».

### Экономические мероприятия
6 декабря 1922 года Дальревком запретил банковские операции — переводы, векселя, ссуды , инкассо и пр. — как частных лиц, так и фирм, а через два дня были введены в действие декреты СНК РСФСР, согласно которым все финансовые операции должны были осуществляться через учреждения Госбанка.
За два месяца своей работы, уже к январю 1923 года Дальпромбюро провело учёт и обследование всех национализированных предприятий с целью выяснения степени возможности их использования в развитии экономики. Не приносившие дохода и бесперспективные предприятия были законсервированы или закрыты, владельцы бездействующих, но экономически востребованных частных фабрик и заводов были обязаны в определённый срок возобновить их работу на основании специальной инструкции Дальпромбюро местным органам. В 1923 году были проведены мероприятия по переводу предприятий на хорзасчёт. Вслед за этим, 16 января, Дальревком запретил ввоз товаров из-за границы и ввел государственную монополию внешней торговли. 27 октября 1924 года Постановлением Дальревкома было запрещено обращение на Дальнем Востоке золота старой чеканки, а 31 октября 1924 года Постановлением ДРК с 10 ноября был прекращён выпуск в обращение кассами и банками дореволюционной монеты. С 1 января 1925 года дореволюционная монета прекратила хождение.

## Выборы в Советы и передача власти
3 марта 1923 года Дальревком создал Центральную избирательную комиссию по выборам в Советы, которые должны были принять власть от чрезвычайных органов управления — ревкомов. Избирательные комиссии были созданы также в губерниях, уездах и волостях Дальневосточной области. 25 августа 1924 года началась вторая кампания по выборам в Советы. Последняя кампания прошла в 1925 году, когда было проведено новое районирование области. В январе 1926 года ДВО была преобразована в Дальневосточный край, а 15 марта 1926 года в Хабаровске открылся I Дальневосточный краевой съезд Советов, на котором Дальревком передал власть в крае исполнительному комитету Дальневосточного краевого Совета депутатов — Далькрайисполкому.

## Председатели Дальревкома
- Пётр Алексеевич Кобозев (1922—1923);
- Ян Борисович Гамарник (1923—1926).

## Первый состав Дальревкома
- Пётр Алексеевич Кобозев — председатель
- Николай Афанасьевич Кубяк — Секретарь Дальбюро ЦК РКП(б)
- Гавриил Никитович Коренев
- Николай Михайлович Матвеев
- Павел Петрович Постышев
- Иероним Петрович Уборевич
- Яков Давыдович Янсон